# Amine Ouahabi
Amine Ouahabi (en arabe : أمين الوهابي), né le 4 juillet 2008 à Malines, est un footballeur marocain qui joue au poste de milieu défensif au KV Malines

## Biographie

### Carrière en club
Né à Malines en Belgique, Amine Ouahabi est formé par le KV Malines, où il s'illustre d'abord avec les équipes de jeunes, puis avec l'équipe reserve en quatrième division à partir de la saison 2024-25. Il signe son premier contrat professionnel avec le club de Pro League début 2025, quelques jours avant de rejoindre la sélections junior pour sa compétition continentale,.

### Carrière en sélection
En mars 2025 Amine Ouahabi  est convoqué avec l'équipe du Maroc des moins de 17 ans pour participer à la Coupe d'Afrique des nations des moins de 17 ans qui a lieu en mars puis avril à domicile,.
Titulaire lors de la compétition, il fait partie des joueurs les plus en vue de l'équipe, alors que le Maroc  atteint la finale de la compétition après sa victoire aux tirs au but face à la Côte d'Ivoire (0-0 dans le temps réglementaire),,. Après un autre match nul et vierge (victoire 4-2 aux tirs au but) face au Mali, les marocains remportent le premier titre de leur histoire dans la compétition,.

## Palmarès

### En sélection
- Maroc -17 ans
  - Coupe d'Afrique des nations
    -  Vainqueur en 2025